# Даттило, Кристин
Кри́стин Датти́ло (англ. Kristin Dattilo; 30 ноября 1970, Канкаки, Иллинойс, США) — американская актриса, известная благодаря роли в ситкоме The Chris Isaak Show (2001-04) и последующим другим второстепенным появлениям на телевидении, в «Основа для жизни», «Декстер» и «Саутленд».

## Личная жизнь
Даттило родилась в Канкаки, штат Иллинойс, в семье американско-итальянского происхождения. Родители Кристин развелись в 1970-х годах. У Даттило есть два брата — старший (род. 1960-е) и младший-актёр мыльный оперы «Дни нашей жизни» Брайан Даттило (род. 1971), также у неё есть три младших сводных сестры.
Брак Кристин Даттило с Леландом Хэйуордом-третьим окончился разводом. С 27 мая 2005 года она замужем во второй раз за драматургом Джейсоном Келлером (род. 1968). У супругов есть две дочери — Ив Валентайн Келлер (род. 04.12.2007) и Куинн Ловинг Келлер (род. 10.11.2010).

## Избранная фильмография
| Год  |   | Русское название | Оригинальное название | Роль                     |
| ---- | - | ---------------- | --------------------- | ------------------------ |
| 2008 | с | Декстер          | Dexter                | детектив Барбара Джианна |
| 2018 | с | Жизнь Харли      | Stuck in the Middle   | продавщица               |